# Mosnews
Mosnews was een onafhankelijke Engelstalige nieuwswebsite uit Moskou met vooral informatie over Rusland. Mosnews bood artikelen, columns, interviews, commentaar en het weer en kenmerkte zich soms door een satirische ondertoon. De website werd in 2004 door de Joods-Russische internetgoeroe Anton Nossik (of Nosik) als een samenwerkingsverband tussen Gazeta.ru en Moskovskieje Novosti (The Moscow News) opgezet.
De website ging begin mei 2007 uit de lucht en er gingen geruchten dat de nieuwsredactie was opgeheven. De reden hiervoor was onduidelijk. In maart 2009 werd de website opnieuw gelanceerd, maar eind juli 2009 stopte men er weer mee.